# Архимандрит Мардарије (Ковачевић)
Мардарије (световно Горан Ковачевић; Чачак, 20. јун 1967) српски је архимандрит и игуман Манастира Поганово.

## Биографија
Архимандрит Мардарије (Ковачевић) рођен је 20. јуна 1967. године у Чачаку, од честитих родитеља Драгована и Милице. На крштењу је добио име Горан.
Основну школу завршио је у Чачку, 1978. године потом средњу електропривредну у Београду 1982. године. Монашки постриг је примио 2000. године у Манастиру Сопоћани. Рукоположен је у чин јерођакона 16. новембра 2000. године а за јеромонаха исто 16. новембра 2001. године у Сопоћанима.
У Епархију нишку, долази 2002. године благослом епископа нишкога Иринеја (Гавриловића), постављен је за игумана Манастира Поганова 20. марта 2002. године. Чин архимандрита добио је 9. октобра 2024. године у Поганову, од  митрополита нишкога господина Арсенија (Главчића).